# San Sillo
San Sillo è una frazione del comune cremonese di Corte de' Frati posta a sud del centro abitato, presso l'autostrada Brescia-Cremona.

## Storia
La località era un villaggio agricolo di antica origine nel Contado di Cremona, popolato da 120 abitanti a metà Settecento.
In età napoleonica, dal 1810 al 1816, San Sillo fu già frazione di Corte de' Frati, recuperando però l'autonomia con la costituzione del Regno Lombardo-Veneto.
All'unità d'Italia nel 1861, il comune contava 168 abitanti.
Nel 1868 il comune di San Sillo venne aggregato al comune di Corte de' Frati secondo lo schema napoleonico.